# Liste Sollner Persönlichkeiten
Die folgende Liste Sollner Persönlichkeiten führt bekannte Personen auf, die einen besonderen Bezug zu Solln haben. Die früher selbständige Gemeinde Solln ist heute ein Stadtteil von München. Der erste Abschnitt enthält Personen, die in Solln geboren wurden, der zweite Personen, die zwar nicht in Solln geboren wurden, aber für Solln eine Bedeutung haben und/oder dort längere Zeit ihren Wohnsitz hatten/haben. Die Abschnitte sind nach Geburtsdatum geordnet.

## Söhne und Töchter von Solln
- Paula Wimmer (1876–1971), Malerin und Grafikerin
- Curd Jürgens (1915–1982), Schauspieler, wohnte an der heutigen Schieggstraße 8
- Ernst Otto Fischer (1918–2007), Chemie-Nobelpreisträger, wohnte an der heutigen Sollner Straße 24 und ist beigesetzt auf dem Friedhof Solln

## Persönlichkeiten, die in Solln gewirkt haben

### Geboren bis 1850

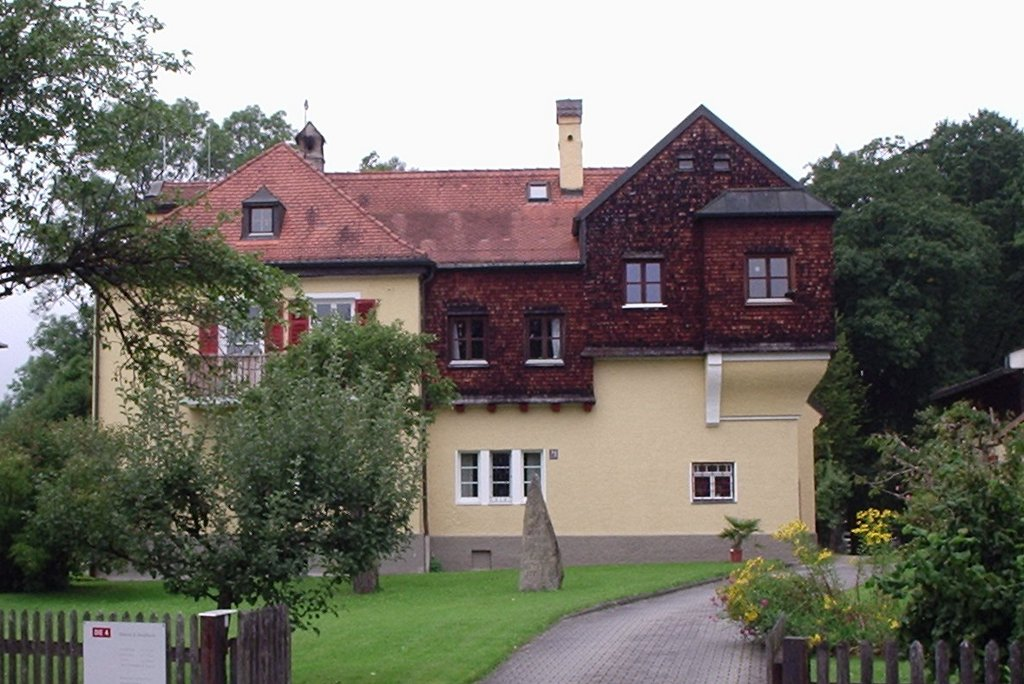
Ehemals vom Maler Carl Johann Becker-Gundahl bewohnte Villa im Dorfkern von Solln

- Jan Sadeler (1550–1600), Kupferstecher, war als Inhaber einer Sölde in Solln gemeldet
- Jacob Balde (1604–1668), Jesuit und Dichter, hielt sich wiederholt auf dem Gut Warnberg auf und verfasste dort einige seiner Werke
- Maximilian II. Emanuel (1662–1726), hielt sich wiederholt zur Jagd im Hirschjagdpark auf, der auch Sollner Gebiet beinhaltete
- Christian von Yrsch (1768–1852), war Herr auf den von ihm erworbenen Gütern Solln, Warnberg und Königswiesen
- Simon Warnberger (1769–1847), Kupferstecher, wohnte in Pullach und Solln
- Kaspar Bausewein (1838–1903), Sänger, wohnte an der Buchauerstraße 20
- Antonio Montemezzo (1841–1898), Maler, wohnte an der ehemaligen Hofbrunnstraße 21, ist beigesetzt auf dem Friedhof Solln
- Jakob Heilmann (1846–1927), Bauunternehmer, war beim Bau der Villenkolonie Solln tätig

### Geboren 1851–1875
- Simon Theodor Rauecker (1854–1940), Maler und Mosaikkünstler, wohnte an der heutigen Emil-Dittler-Straße 7 und 15 und ist beigesetzt auf dem Friedhof Solln
- Carl Johann Becker-Gundahl (1856–1925), Maler, wohnte an der heutigen Bleibtreustraße 34 und ist beigesetzt im Waldfriedhof Solln, schuf das Altarbild der Pfarrkirche St. Johann Baptist
- Walther von Dyck (1856–1934), Mathematiker, wohnte an der Friedastraße 13 und ist auf dem Friedhof Solln beigesetzt
- Karl Rickelt (1857–1944?), Maler, wohnte an der heutigen Lommelstraße 14
- Pius Ferdinand Messerschmitt (1858–1915), Maler, wohnte an der heutigen Fröhlichstraße 2, ist beigesetzt auf dem Friedhof Solln
- Carl von Marr (1858–1936), Maler, wohnte an der heutigen Emil-Dittler-Straße 21 (Villa existiert nicht mehr), später an der heutigen Fröhlichstraße 2[1] (oder heutigen Fröhlichstraße 8?[2]), schuf dort einige seiner Werke, ist beigesetzt auf dem Friedhof Solln
- Balthasar Schmitt (1858–1942), Bildhauer, wohnte an der heutigen Schieggstraße 20 (Villa existiert nicht mehr) und verstarb in Solln, schuf Schnitzwerke für die Pfarrkirche St. Johann Baptist und den Bildstock Sollner Säule

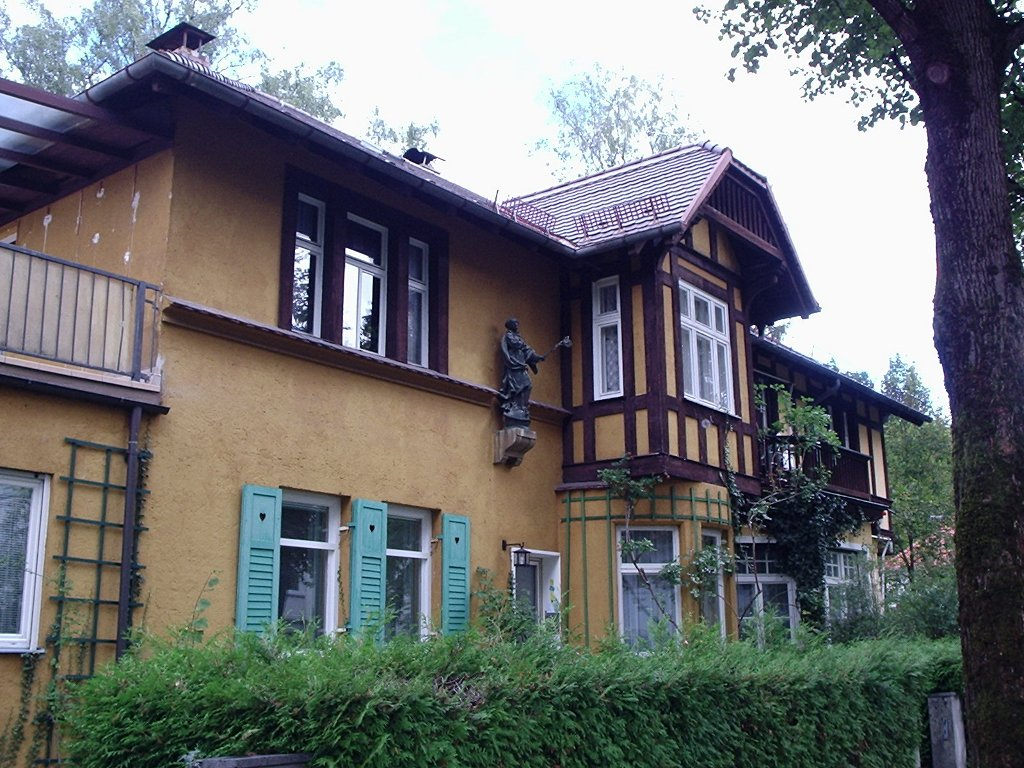
Doppelvilla in der unter anderem der Maler Albert Welti und der Verleger und spätere Staatssekretär im Nationalsozialismus Ernst Boepple wohnten

- Richard Kaufmann (1860–1936), Architekt, wohnte an der heutigen Diefenbachstraße 11, war maßgeblich mit dem Bau mehrerer Villen an der Erweiterung der Villenkolonie beteiligt
- Carl Muth (1867–1944), Publizist, wohnte an der heutigen Emil-Dittler-Straße 10 und ist beigesetzt auf dem Friedhof Solln
- August Drumm (1862–1904), Bildhauer, wohnte an der heutigen Schieggstraße 22, ist beigesetzt auf dem Friedhof Solln, an dessen Eingang eine Grabplatte für ihn mit einem von ihm geschaffenen Bronzerelief angebracht ist
- Albert Welti (1862–1912), Maler, wohnte an der heutigen Diefenbachstraße 12, schuf dort einige seiner Werke
- Gebhard Fugel (1863–1939), Maler, wohnte an der heutigen Emil-Dittler-Straße 12, schuf Gemälde für die Pfarrkirche St. Johann Baptist
- Wilhelm Bertsch (1865–1916), Architekt, wohnte in der Villa an der heutigen Emil-Dittler-Straße 5, deren Erbauer er auch ist
- Emil Dittler (1868–1902), Bildhauer, wohnte an der heutigen Schieggstraße 20 (Villa existiert nicht mehr)
- Wilhelm Manchot (1869–1945), Lehrstuhl für „Anorganische Chemie“ an der TU München, wohnte in der Hofbrunnstraße 65 und ist auf dem Waldfriedhof Solln beigesetzt
- Gottfried Traub (1869–1956), Theologe und Politiker, wohnte ab 1921 an der heutigen Friedastraße 22, ab 1940 stellvertretender evangelischer Prediger in Solln
- Hans Anetsberger (1870–1942), Maler, wohnte in der Villenkolonie
- Bastian Schmid (1870–1944), Verhaltensforscher, wohnte an der heutigen Buchauerstraße 20 und ist beigesetzt auf den Friedhof Solln, hielt eine Reihe von Wildtieren für seine Forschungen in seiner Villa mit Garten
- Max Rossbach (1871–1948), Maler, wohnte an der heutigen Schieggstraße 26
- Karl Tobias Fischer (1871–1953), Physiker, wohnte an der heutigen Irmgardstraße 1 und ist auf dem Friedhof Solln beigesetzt
- Oskar Delisle (1873–1944), Architekt, wohnte in der Villa an der Heilmannstraße 8, deren Erbauer er auch ist
- Heinrich Liebmann (1874–1939), Mathematiker, wohnte ab 1935 an der heutigen Diefenbachstraße 15 und verstarb in Solln
- Julius Mermagen (1874–1954), Maler und Professor, wohnte an der Sollner Straße 57 und ist beigesetzt im Waldfriedhof Solln

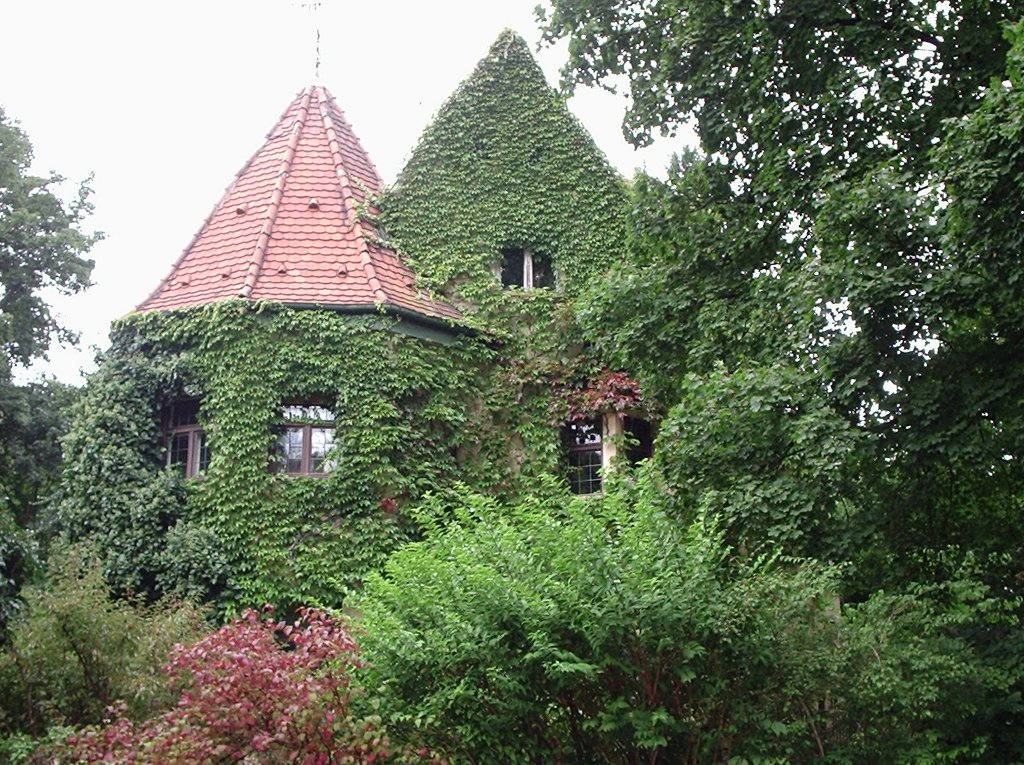
Ehemals von Bastian Schmid bewohnte Villa, der dort Wildtiere für seine Forschungen hielt. Vorher wohnte dort der Sänger Kaspar Bausewein.

- Albert Pietzsch (1874–1957), Unternehmer, wohnte ab 1920 an der Hofbrunnstraße 11 und ist auf dem Friedhof Solln beigesetzt
- Eugen Kalkschmidt (1874–1962), Schriftsteller und Schauspieler, wohnte zunächst im katholischen Pfarrhaus (heute Grünbauerstraße 6), später an der heutigen Fröhlichstraße 3 und an der Schieggstraße 22, verstarb in Solln
- Heinrich Wirsing (1875–1948), Bildhauer, wohnte an der heutigen Irmgardstraße 19 und ist auf dem Friedhof Solln beigesetzt
- August Horneffer (1875–1955), Philologe und Philosoph, wohnte an der Sohnkestraße 15 und 1920–23 an der heutigen Emil-Dittler-Straße 5
- Wilhelm Pütz (1875–1957), Maler und Mosaikkünstler, wohnte und hatte seine Werkstätte am Faustnerweg 15, ist beigesetzt auf dem Friedhof Solln, schuf Glasfenster in der Pfarrkirche St. Johann Baptist
- Wilhelm Oldenbourg (1875–1960), Verleger, wohnte an der Karl-Singer-Straße 5

### Geboren 1876–1900
- Wilhelm Brünings (1876–1958), Mediziner, wohnte an der Sohnkestraße 12
- Georg Faber (1877–1966), Mathematiker, wohnte an der Karl-Singer-Straße 2 und ist auf dem Friedhof Solln beigesetzt
- Erwin Guido Kolbenheyer (1878–1962), Schriftsteller, aktiver Unterstützer des Nationalsozialismus, wohnte 1932–1945 an der heutigen Sollner Straße 22 und verfasste dort einige seiner Werke
- Karl Lösche (1878–1964), Bildhauer, aktiver Unterstützer des Nationalsozialismus, wohnte an der Hofbrunnstraße 42, schuf das Kriegerdenkmal am Fellererplatz und die Skulptur Lesende Kinder an der Schule an der Herterichstraße
- Edgar Dacqué (1878–1945), Paläontologe und Theosoph, wohnte ab 1931 an der Hofbrunnstraße 31, ist auf dem Waldfriedhof Solln bestattet
- Josef Wittmann (1880–1968), Oberpfälzer Kirchenmaler, wohnte in Solln, in der heutigen Sollner Straße 62 in seiner unter Denkmalschutz stehender Fachwerkvilla mit damals großem Garten von 1912–1923 und ist im Münchner Nordfriedhof beigesetzt.
- Manfred Schröter (1880–1973), Philosoph, Professor an der TU-München, wohnte ab 1920 an der heutigen Irmgardstraße 28 und ist auf dem Friedhof Solln beigesetzt.
- Vittorio Montemezzo (1883–1963), Bildhauer, wohnte an der ehemaligen Hofbrunnstraße 21, Gedenkstätte auf dem Friedhof Solln

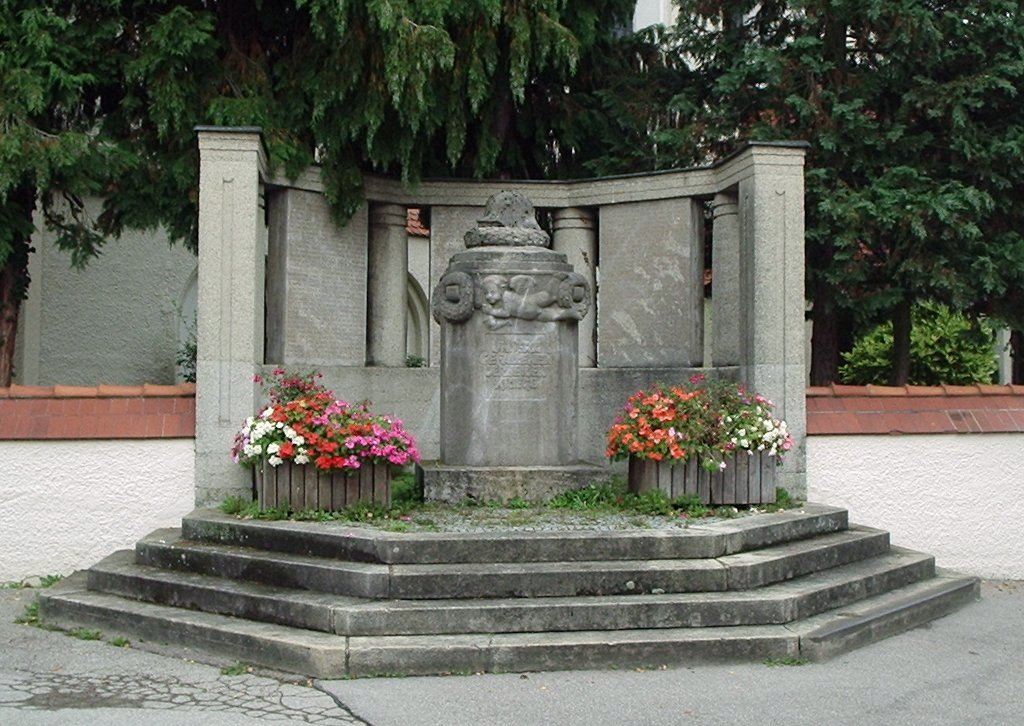
Kriegerdenkmal am Fellererplatz, geschaffen vom Sollner Bildhauer Karl Lösche

- Ernst Boepple (1887–1950), Verleger und später Staatssekretär im Generalgouvernement im besetzten Polens, wohnte 1925–1939 an der heutigen Diefenbachstraße 14
- Gotthard Bauer (1887–1976), Maler, wohnte an der Franz-Hals-Straße und an der Buchauerstraße 29, ist beigesetzt auf dem Friedhof Solln
- Weiß Ferdl (1883–1949), Volkssänger und Schauspieler, wohnte an der heutigen Diefenbachstraße 6 und ist beigesetzt auf dem Waldfriedhof Solln, ließ sich für seine Stücke oft von Solln anregen, das er als „ein einziges Bauerntheater“ bezeichnete[3]
- Max Rauh (1888–1961), Maler, ist beigesetzt auf dem Waldfriedhof Solln
- Wilhelm Eichheim (1891–1979), Bildhauer und Kunstschmied, ist beigesetzt auf dem Friedhof Solln
- Paul Hankamer (1891–1945), Literaturhistoriker, Universitätsprofessor und Germanist, wohnte 1936–1945 in Solln
- Oskar Schürer (1892–1949), Kunsthistoriker und Professor, lebte 1937–1942 an der heutigen Diefenbachstraße 11
- Werner Bergengruen (1892–1964), Schriftsteller, wohnte 1936–1946 an der heutigen Sollner Straße 33, verfasste dort einige seiner Werke
- Kurt Neubauer (1899–1923), Teilnehmer am Hitlerputsch, wohnte in Solln, ist auf dem Friedhof Solln beigesetzt[4]

### Geboren 1901–1925

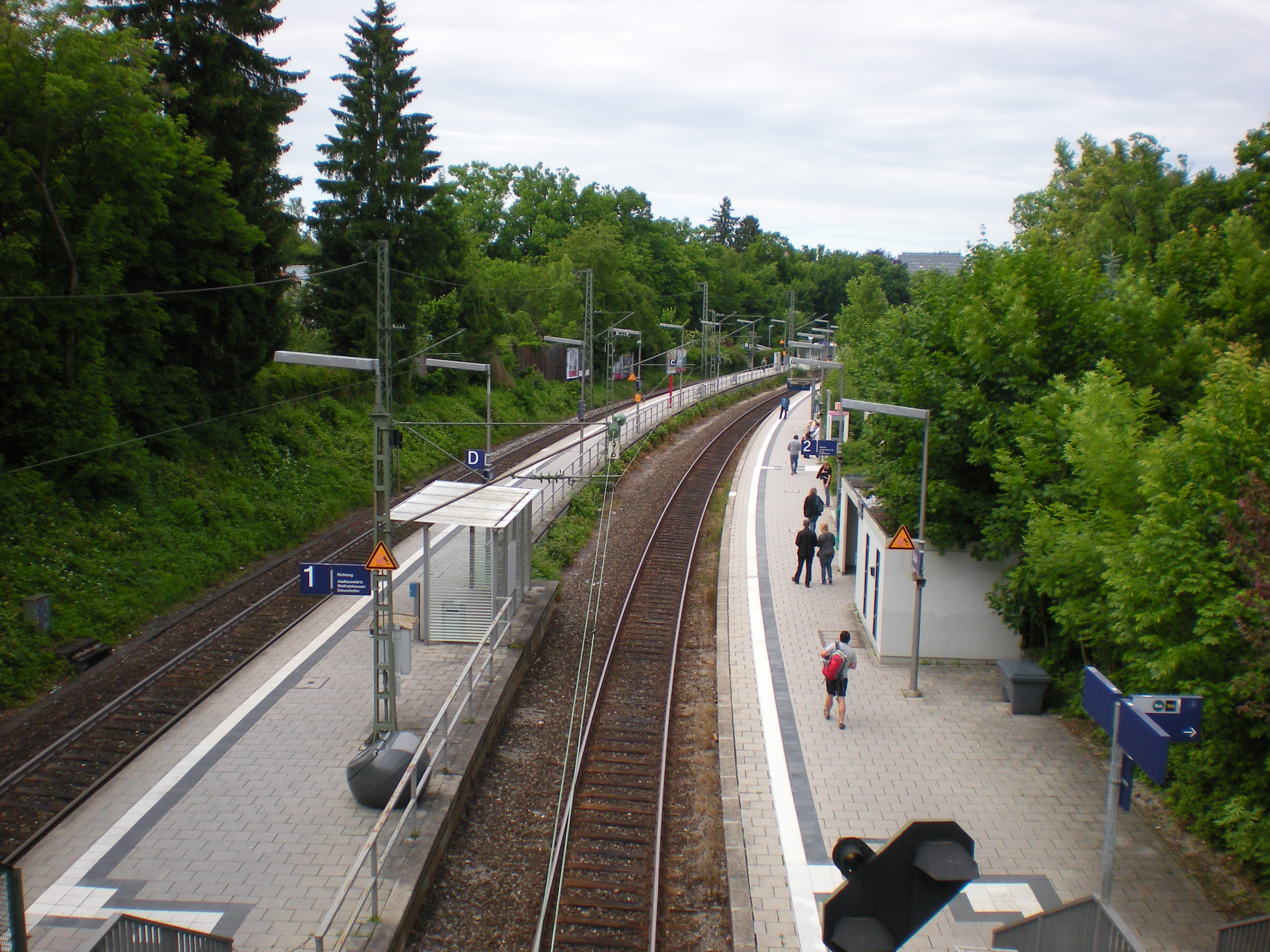
S-Bahnhof Solln, wo 2009 Dominik Brunner ermordet wurde

- Gerhard Hüsch (1901–1984), Sänger, wohnte an der heutigen Muxelstraße 8
- Mark Lothar (1902–1985), Komponist, wohnte an der Buchauerstraße 27 und ist auf dem Friedhof Solln beigesetzt
- Beppo Brem (1906–1990), Schauspieler, wohnte 1941–1951 an der Hofbrunnstraße 53
- Franz Mikorey (1907–1986), Bildhauer, wohnte an der heutigen Diefenbachstraße 17 und ist beigesetzt auf dem Friedhof Solln
- Senta Maria Schmid (1908–1992), Choreografin und Tänzerin, war Inhaberin einer Ballettschule in Solln, ist auf dem Friedhof Solln beigesetzt
- Rupprecht Geiger (1908–2009), Maler und Bildhauer, hatte ein Atelier an der Muttenthalerstraße 26, in dem sich heute das Archiv Geiger befindet, das seinen künstlerischen Nachlass verwaltet
- Josef Blaumeiser (1924–1988), Grafiker und Karikaturist, wohnte an der Sollner Straße 9, ist beigesetzt im Waldfriedhof Solln, eine Reihe seiner Bilder sind im Blaumeiser-Stüberl in der Gaststätte Iberl zu sehen

### Geboren 1926–1950
- Richard Schaeffler (1926–2019), Philosoph, verbrachte einen Teil seiner Jugend in Solln, ist auf dem Friedhof Solln beigesetzt
- Trutz Rendtorff (1931–2016), evangelischer Theologe und Professor, wohnte an der Linastraße 3a, wo er auch Oberseminare abhielt, und ist beigesetzt im Waldfriedhof Solln
- Rainer Erler (1933–2023), Autor und Regisseur, wuchs in Solln auf.[5]
- Margarete Luise Goecke-Seischab (* 1938), Malerin und Autorin, wohnt in Solln, wählte Solln als Motiv für einige ihrer Gemälde[6]
- Hermann Sand (1940–2014), Heimatforscher, der zusammen mit seiner Frau Ingrid mehrere Bücher und eine Heftreihe zur Sollner Geschichte und seiner Bewohner veröffentlichte und sich im Sollner Stadtteilleben engagierte.
- Georg Maier (1941–2021), von 1966 bis 2005 Gastwirt der Gaststätte Iberl und Gründer der Iberl-Bühne, die heute ihre Spielstätte in der Münchner Innenstadt hat, beigesetzt im Waldfriedhof Solln
- Antje Tesche-Mentzen (* 1943), Malerin und Bildhauerin, wohnt in Solln, ist Mitglied im Künstlerkreis Münchner Süden
- Reinhard Michl (* 1948), Zeichner, Autor und Illustrator, wohnte in Solln in der Hofbrunnstraße 42
- Werner Stengel (* 1936), Ingenieur, Planer und Erbauer von Achterbahnen unter Verwendung von Klothoiden (Spiralkurven mit immer kleiner werdendem Krümmungsradius), wohnte in Solln in der Gilgstraße
- Prof. Dr. Wolfgang Stock (1943–2012),  Leiter der Plastischen Chirurgie am Klinikum der LMU in der Pettenkoferstraße, wohnte in der Hofbrunnstraße 54
- Franz Beckenbauer (1945–2024), Fußballspieler, -trainer und -funktionär („Kaiser“), wohnte in den 1960er Jahren in der Hofbrunnstraße 93.

### Geboren ab 1951
- Edgar Geenen (1954–2007), Fußballmanager, wohnte in Solln, wo er erhängt aufgefunden wurde
- Dominik Brunner (1959–2009), Geschäftsmann, wurde an der S-Bahn-Haltestelle Solln von Jugendlichen ermordet, nachdem er sich schützend vor Kinder gestellt hatte
- Tobias Hürter (* 1972), Journalist und Autor, wohnt in Solln
- Ali As (* 1979), Rapper, wuchs in Solln auf